# 懷特羅斯 (印第安納州)
懷特羅斯（英語：White Rose）是位於美國印第安納州格林縣的一個非建制地區。該地的面積和人口皆未知。